# Starbucks Center

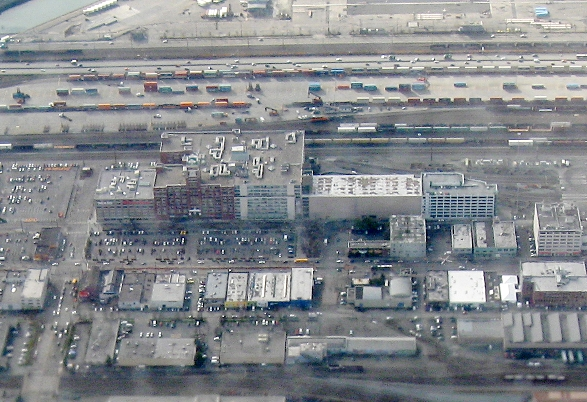
Vista aerea del centro Starbucks

Lo Starbucks Center (precedentemente SODO Center) è il quartier generale della catena di caffetterie Starbucks. Si trova nel quartiere SoDo di Seattle, Washington; l'area fa parte del distretto industriale della città.

## Storia
L'edificio viene costruito nel 1912 dalla Union Pacific Railroad nel tentativo di attirare la catena di grande distribuzione Sears, Roebuck and Co. a Seattle. L'edificio è stato quindi utilizzato come negozio al dettaglio della Sears a partire dal 1925. Secondo il proprietario, questo è il negozio Sears a gestione continua più antico del mondo (anche se il negozio Sears in Lawrence Ave a Chicago è stato aperto nello stesso anno e ha funzionato fino al 2016).
L'edificio è stato più volte ampliato nel corso del XX secolo. Il palazzo viene venduto dalla Sears nel 1990 e rinominato SoDo Center, e nel 1993 Starbucks inizia a spostare nell'edificio i propri uffici amministrativi. Il 20 giugno 1997, la catena di caffetterie trasferisce la propria sede al SoDo Center, dove diventa l'inquilino principale dell'edificio e si assicura i diritti di sulla sua denominazione.
Il nome dell'edificio viene quindi conseguentemente cambiato in Starbucks Center.
L'edificio è stato sottoposto a importanti lavori di ristrutturazione a seguito dei gravi danni causati dal terremoto di Nisqually del 2001.